# Yocón
Yocón (uit het Nahuatl: een soort plant waarvan manden gevlochten worden) is een gemeente (gemeentecode 1522) in het departement Olancho in Honduras.
Het dorp ligt aan de rivieren Río de la Peña en Tabaco.

## Bevolking
De bevolking is als volgt verdeeld:
| Vrouwen | 6080 | 49,1% |
| Mannen  | 6295 | 50,9% |

## Dorpen
De gemeente bestaat uit negen dorpen (aldea), waarvan het grootste qua inwoneraantal: Yocón (code 152201).